# 假福王草
假福王草（学名：Paraprenanthes sororia），又名山苦藚、堆莴苣，是菊科假福王草属的植物。分布于日本、朝鲜、中南半岛以及中国大陆的西藏、湖南、安徽、贵州、广东、福建、浙江、湖北、江苏、广西、江西、四川等地，生长于海拔200米至3,200米的地区，一般生于山谷灌丛、山坡以及林下，目前尚未由人工引种栽培。